# Ausencio Cruz
Ausencio Cruz Antillón (Zacatelco, Tlaxcala 24 de junio de 1955) es un humorista, actor, comediante y escritor mexicano. Saltó a la fama en México a finales de los años 80 por los personajes que protagonizó en el programa La Caravana, el cual dirigió, escribió y produjo con Víctor Trujillo. También colaboró con este en En tienda y trastienda, ambos emitidos por el hoy extinto canal de televisión pública, Imevisión.

## Biografía
Ausencio Cruz inició su carrera en Televisa como guionista y actor en programas unitarios, destacando su participación en el programa de Héctor Suárez, ¿Qué nos pasa? del que fue guionista además de dirigir a Suárez en varios de sus espectáculos como Picardía Mexicana. Cruz había participado en espacios el llamado teatro de carpa. En 1978 la actriz Margo Su le dio un espacio en el Teatro Blanquita. Presentó igualmente espectáculos como Las tandas de Tlancualejo en la Carpa Geodésica mientras estudiaba Literatura Dramática y Teatro en la Facultad de Filosofía y Letras de la Universidad Nacional Autónoma de México.
En 1985 conoció a Víctor Trujillo en ese foro a través de su profesora Fátima del Rosario, con quien inició sketches de teatro de revista y standup ("Veladas político-literarias") en el Bar Guau, creciendo su fama en el circuito cómico de la Ciudad de México. El productor Luis Vázquez, de la televisora pública Imevisión le dio un espacio a la pareja cómica en Canal 13 llamado En tienda y trastienda, consistente en un programa de revista con humor y entrevistas donde Trujillo interpretaba a un tendero y Cruz a un comprador amigo suyo en una tienda, es decir, un local comercial típico de barrio. El programa se transmitió de 1985 a 1991.
Posteriormente fueron invitados a recuperar el espíritu del teatro de revista, por lo que Cruz y Trujillo crearon La Caravana, en donde ambos presentaban sketches de personajes que los llevaron a la fama: Cruz con Valente Campillo, Erreconerrechea y Margarito Cruz. Este último sketch lo protagonizaba con Trujillo, quien interpretando al conductor del programa de concursos La Pirinola llamado Johnny Latino, hacía perder siempre a Margarito, un desafortunado concursante pobre con la frase "¡Lástima, Margarito!", la cual se popularizaría en México en la década de los noventa.
Cruz y Trujillo decidieron poner fin a sus proyectos por diferencias personales. Por un lado, temieron ser encasillados como una pareja cómica y no cómo talentos individuales. Por otro lado, Cruz se molestó con Trujillo porque este fue invitado por la disquera Polydor a grabar un disco con los cuentos de su personaje Brozo. Cruz decidió, entonces, no seguir en proyectos que consideró comerciales y terminó la relación artística con Trujillo.
En Imevisión contó con el programa de la A a la Z, este último sin la compañía de Víctor Trujillo. También tuvo participaciones en el mundial de 1990 en Los Protagonistas a lado de José Ramón Fernández y Carlos Albert desde México, y Raúl Orvañanos y Andrés Bustamante desde Italia. y en 1992 desde Barcelona en la Olimpiada.
En Televisión Azteca sólo realizó un programa: El Chamán.
Realizó un programa de revista en Canal 34 de título Revista 34, dos en Canal 11 (México), Noche en la Ciudad en la que compartía la conducción con Daniel Martínez y Ninguna como mi tuna, en el que compartía la conducción con Alexia Ávila
Sus participaciones en cine han sido Barman y Droguin a lado de Víctor Trujillo y Valentín Trujillo,  Cómo asesinar a mi suegra con Alberto Rojas “el Caballo”, y en Los Fabulosos Siete con Arcelia Ramírez
Su trayectoria en teatro de más de 25 años en los que destacan sus interpretaciones en el Teatro Blanquita compartiendo escenario con Joaquín García Vargas, La India María entre otros, y El dedo del señor, obra satírica de tinte político.
Escribió, dirigió y actuó en el espectáculo de revista Recordando a Tin Tan representado en diversos foros de México, y presentado en Cuba y el sur de Estados Unidos.
En el 2010 Ausencio Cruz se presentó en el programa de Israel Jaitovich  Desmadruga2 en Televisa.

## Personajes
Sus personajes más conocidos son:
- Valente Campillo: Charro de rancho.
- Margarito Pérez: humilde personaje abusado por los demás.
- Erreconerrechea: junior que abusa de su estatus.

## Filmografía
- Barman y Droguin (1991)
- Cómo asesinar a mi suegra (1996)
- Los Fabulosos Siete (2011)
- Vida después de la muerte 2007

## Televisión
- Tienda y Trastienda
- La Caravana
- De la A a la Z
- Los Protagonistas
- El Chamán
- Revista 34
- Ninguna como mi tuna, en Canal 11 (México)
- Noche en la Ciudad
- Durmiendo con mi Jefe... Abogado
- Desmadruga2
- Estrella2
- Doble Sentido
- El señor de los cielos 2 ... Pepe Johnson
- Burócratas
- La Fiera
- Renta congelada
- Rosa Salvaje